# Josef Kriehuber

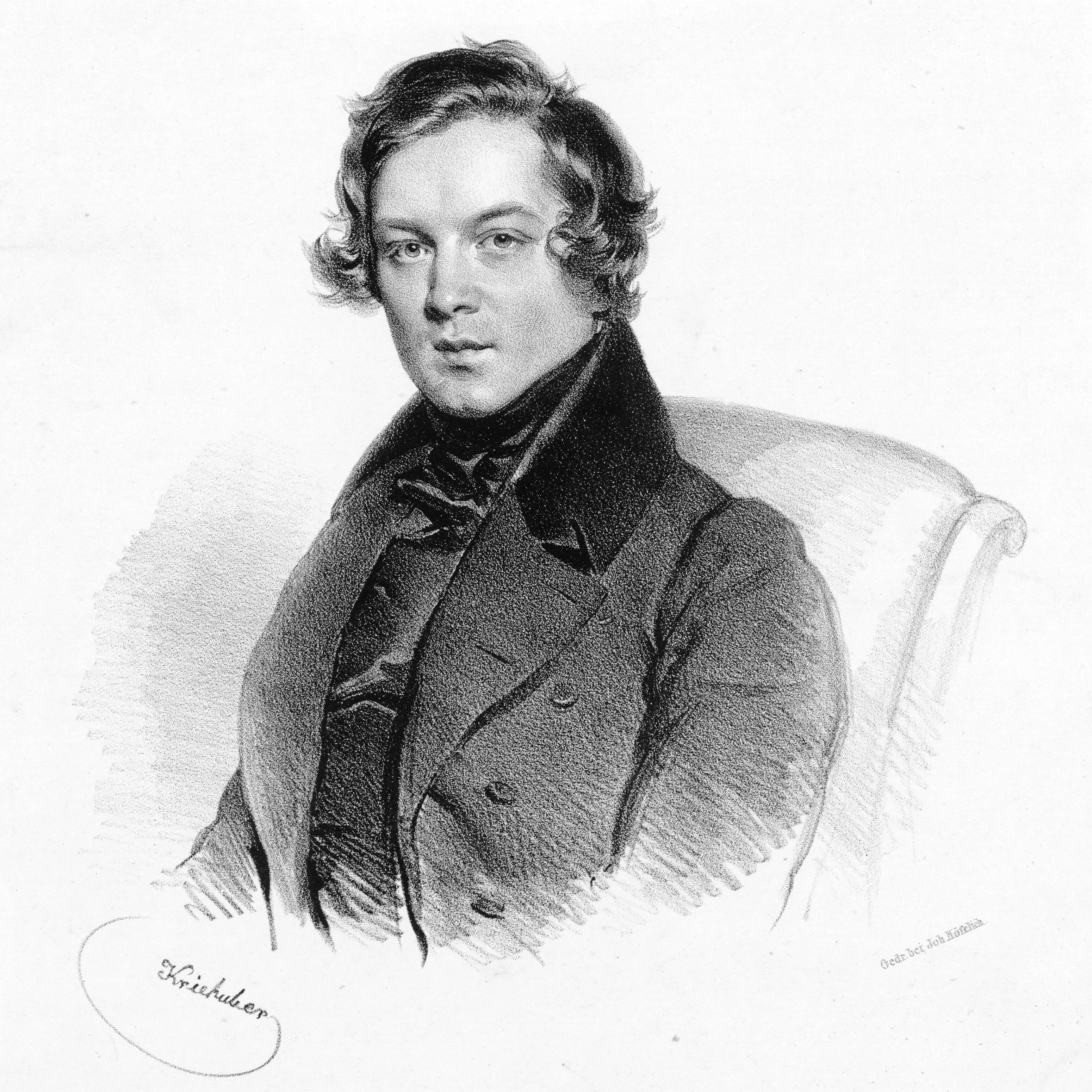
Robert Schumann, litografía por Josef Kriehuber, en 1839.

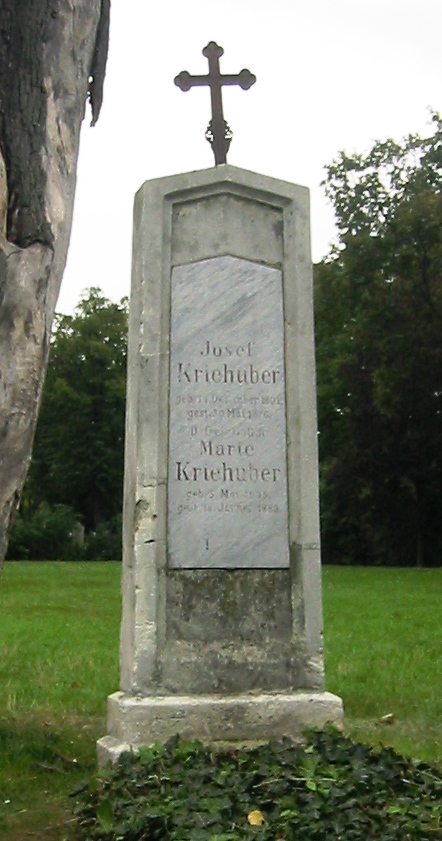
Monumento en el cementerio del Zentralfriedhof de Viena.

Josef Kriehuber (Viena, 14 de diciembre de 1800-Viena, 30 de mayo de 1876) fue un litógrafo y pintor austriaco. Hizo numerosos retratos de artistas, nobles y funcionarios de gobierno.

## Biografía
Josef Kriehuber nació en Viena, Austria el 14 de diciembre de 1800. Primero fue enseñado por su hermano Johann Kriehuber, después estudió en la Academia de Viena a las órdenes de Hubert Maurer, y después se trasladó a Galitzia, donde se dedicó a la pintura de caballos. Trabajó como litógrafo para varias casas editoriales vienesas. Con cerca de 3000 obras, Josef Kriehuber era el más importante litógrafo de retratos del periodo Biedermeier vienés. Kriehuber también es destacado por sus estudios del parque Prater. Enseñó en la academia vienesa del Theresianum.
Kriehuber tenía solo 13 años cuando fue a las clases de arte en la Academia Imperial en Viena. En 1818, acompañó al príncipe Sanguszko como maestro de dibujo a Polonia. En 1821 retornó a Viena. Para ganar dinero para el curso en la academia, y por el coste de la vida, se convirtió en uno de los litógrafos más industriosos como empleado de la compañía editorial Trentsensky. En 1826, aparecieron sus primeros retratos utilizando la nueva técnica de impresión de litografías. En las siguientes décadas, Kriehuber se convirtió en el retratista más buscado y mejor pagado del Biedermeier de Viena. Su suceso probablemente radica en el hecho de que es un maestro en retratar a los hombres más distinguidos, y a las mujeres más bellas, de lo que en realidad son.
Sus obras, una imagen de la sociedad vienesa de esta época, incluyen cerca de 3000 retratos litográficos, junto con unos pocos centenares de acuarelas. Son pocas las personas conocidas en este tiempo que no tuvieran su retrato hecho por Kriehuber. Los nombres incluyen: Francisco I de Austria, Fürst von Metternich, Josef Radetzky, Franz Grillparzer, Johann Nestroy, Archiduque Juan, Friedrich Halm, Friedrich Hebbel, Hammer-Purgstall, Franz Schubert, Anton Diabelli, Robert Schumann, Giacomo Meyerbeer, Carl Czerny, Franz Liszt, Sigismond Thalberg, Ole Bull, Niccolò Paganini, Elias Parish Alvars, Fritz Reuter, Therese Krones, Fanny Elßler, Archiduque Carlos Luis, Sofía de Austria, María Luisa de Austria, Johann Kaspar von Seiller, Hector Berlioz, Stephan Endlicher, Ignaz von Seyfried, Moritz Gottlieb Saphir, Carl von Ghega, Wilhelm von Tegetthoff, Fernando Maximiliano de Austria.
En 1860 fue aclamado por ser el primer artista al que se le concedió la Orden de Francisco José de Austria. Con el avance de la fotografía, sin embargo, cayeron los encargos; los últimos años de Kriehuber fueron ensombrecidos por la pobreza. Murió el 30 de mayo de 1876, en su ciudad natal de Viena. Su lugar de descanso definitivo, ahora una tumba honoraria, es en el "Zentralfriedhof" (cementerio central) de Viena.
Parte significante de su colección de obras se halla en la Albertina (Viena), y en la colección de retratos de la Biblioteca Nacional de Austria en Viena. Desde 1889 una calle en Viena-Margareten (distrito 5º de Viena) recibe su nombre en honor a Kriehuber.